# Hanacsek Attila
Hanacsek Attila (1967. december 11. –) magyar nemzetközi labdarúgó-játékvezető. Jelenlegi lakhelye Mosonmagyaróvár. Egyéb foglalkozása: belügyi dolgozó, nyomozó

## Pályafutása

### Nemzeti játékvezetés
Játékvezetésből 1984-ben Győrben vizsgázott. A Győr-Moson-Sopron megyei Labdarúgó-szövetség által üzemeltetett labdarúgó bajnokságokban kezdte sportszolgálatát. A megyei Játékvezető Bizottság (JB) határozata alapján NB III-as, egyben országos utánpótlás bíró. Az MLSZ JB minősítésével, valamint Palotai Károly mentorállásával 1992-ben NB II-es, 1994-től NB I-es bíró. A nemzeti játékvezetéstől 2006-ban visszavonult.
| Időpont            | Helyszín                | Mérkőzés típusa          | Mérkőzés                            | Eredmény |
| ------------------ | ----------------------- | ------------------------ | ----------------------------------- | -------- |
| 1994. május 7.     | ZTE Aréna, Zalaegerszeg | első NB I-es mérkőzése   | Zalaegerszegi TE FC–Debreceni VSC   | 2 – 1    |
| 2006. augusztus 5. | ZTE Aréna, Zalaegerszeg | utolsó NB I-es mérkőzése | Zalaegerszegi TE FC–MTK Budapest FC | 0 – 0    |

#### Nemzeti kupamérkőzések
Vezetett kupadöntők száma: 2.

##### Magyar labdarúgókupa
| Időpont        | Helyszín             | Mérkőzés típusa | Mérkőzés                           | Eredmény |
| -------------- | -------------------- | --------------- | ---------------------------------- | -------- |
| 2004. május 5. | Népstadion, Budapest | döntő           | Ferencvárosi TC–Budapest Honvéd FC | 3 – 1    |

##### Szabad Föld-kupa
1964 óta a falusi labdarúgók kupadöntőjét rendszeresen a Magyar Népköztársasági Kupa döntő előmérkőzéseként bonyolították le. A döntőben való részvételre az az alsóbb osztályú együttes jogosult, amelyik a legmesszebb jutott a Magyar Népköztársasági Kupában.
| Időpont        | Helyszín       | Mérkőzés típusa | Mérkőzés                    | Asszisztensek        | Eredmény | Nézők száma |
| -------------- | -------------- | --------------- | --------------------------- | -------------------- | -------- | ----------- |
| 2002. május 1. | ETO Park, Győr | döntő           | Bp. Erőmű SE–Nagyvarsány SE | Kovács P./Nagy I. A. | 3 – 3    | 1 000       |

### Nemzetközi játékvezetés
A Magyar Labdarúgó-szövetség JB terjesztette fel nemzetközi játékvezetőnek, a Nemzetközi Labdarúgó-szövetség (FIFA) 1997-től tartotta nyilván bírói keretében. A FIFA JB központi nyelvei közül a angolt és oroszt beszéli. Több nemzetek közötti válogatott, valamint UEFA-kupa és UEFA-bajnokok ligája klubmérkőzést vezetett. A magyar nemzetközi játékvezetők rangsorában, a világbajnokság-Európa-bajnokság sorrendjében  a 8. helyet foglalja. A magyar-katari Játékvezető Bizottság (JB) együttműködése alapján 2004-ben Katarban vezethetett bajnoki mérkőzéséket. Tartós sérülése miatt 2006-ban visszavonult.

#### Labdarúgó-világbajnokság
A 2002-es labdarúgó-világbajnokságon és a 2006-os labdarúgó-világbajnokságon a FIFA JB bíróként alkalmazta. Selejtező mérkőzéseket az UEFA zónában vezetett.

##### 2002-es labdarúgó-világbajnokság
| Időpont             | Helyszín                         | Mérkőzés típusa           | Mérkőzés                  | Eredmény | Nézők száma |
| ------------------- | -------------------------------- | ------------------------- | ------------------------- | -------- | ----------- |
| 2001. március 24.   | Josy Barthel Stadion, Luxembourg | előselejtező (1. csoport) | Luxemburg–Feröer-szigetek | 0 – 2    | 2 380       |
| 2001. szeptember 5. | Windsor Park Stadion, Belfast    | előselejtező (3. csoport) | Észak-Írország–Izland     | 3 – 0    | 6 625       |

##### 2006-os labdarúgó-világbajnokság
| Időpont             | Helyszín                     | Mérkőzés típusa           | Mérkőzés                    | Eredmény | Nézők száma |
| ------------------- | ---------------------------- | ------------------------- | --------------------------- | -------- | ----------- |
| 2004. október 9.    | Tofik Bahramov Stadion, Baku | előselejtező (6. csoport) | Azerbajdzsán–Észak-Írország | 0 – 0    | 6 460       |
| 2005. szeptember 7. | Philips Stadion, Eindhoven   | előselejtező (1. csoport) | Hollandia–Andorra           | 4 – 0    | 34 000      |

#### Labdarúgó-Európa-bajnokság
A 2000-es labdarúgó-Európa-bajnokságon az UEFA JB játékvezetőként foglalkoztatta.

##### 2000-es labdarúgó-Európa-bajnokság
| Időpont             | Helyszín                         | Mérkőzés típusa           | Mérkőzés             | Eredmény | Nézők száma |
| ------------------- | -------------------------------- | ------------------------- | -------------------- | -------- | ----------- |
| 1999. szeptember 8. | Josy Barthel Stadion, Luxembourg | előselejtező (5. csoport) | Luxemburg–Svédország | 0 – 1    | 4 228       |

##### 2004-es labdarúgó-Európa-bajnokság
| Időpont           | Helyszín                  | Mérkőzés típusa           | Mérkőzés        | Eredmény | Nézők száma |
| ----------------- | ------------------------- | ------------------------- | --------------- | -------- | ----------- |
| 2003. április 30. | Nemzeti Stadion, Ta’ Qali | előselejtező (1. csoport) | Málta–Szlovénia | 1 – 3    | 2 368       |

---
A 2002-es U21-es labdarúgó-Európa-bajnokságot, ahol az UEFA JB hivatalnokként vette igénybe szolgálatát.
| Időpont          | Helyszín                   | Mérkőzés típusa              | Mérkőzés               | Eredmény |
| ---------------- | -------------------------- | ---------------------------- | ---------------------- | -------- |
| 2002. május 17.. | Hardturm Stadion, Zürich   | csoportmérkőzés (A. csoport) | Anglia–Svájc           | 2 – 1    |
| 2002. május 21.  | Pontaise Stadion, Lausanne | csoportmérkőzés (B. csoport) | Csehország–Görögország | 1 – 1    |

## Sportvezetőként
- 1991–1996 között Móvár Labdarúgó-szövetség (LSZ) JB Oktatási albizottság vezetője,
- 1996–1998 között Győr-Moson-Sopron Megyei LSZ JB Utánpótlás albizottság vezető,
- 1998–2006 között Móvár LSZ JB elnök,
- 1998–2006 között a Megyei JB Oktatási Albizottság vezető, a Megyei JB elnökségi tagja,
- Győr-Moson-Sopron megyei Labdarúgó-szövetség tagja volt. A megyében a fiatalabb játékvezetők mentora, országos és megyei játékvezető ellenőr.
- 2006-tól az önálló, érdekvédelmi képviselő Játékvezető Testület (JT) elnöke, Puhl Sándort váltotta ebben a pozícióban.
- 2006–2007 között Nyugat-Magyarországi Oktatási centrum vezetője,
- 2007–2009 között Országos toborzási felelős,
- 2007 – ML JT elnök,
- 2011-től az MLSZ JB elnökségének tagja.
- 2021. október 15-tól az MLSZ JB elnöke[1]

## Szakmai sikerek
2000-ben az Év játékvezetője címet nyerte el. 2002-ben a Hivatásos Labdarúgók Szervezete választotta a legjobb játékvezetőnek. 2004-ben az első alkalommal kiírt Mosonmagyaróvár város sportdíj-jában részesült. Ugyan ebben az évben a második legjobb játékvezetőnek választották meg a sportszakma képviselői.

## Pozitív sztori
1997-ben interkontinentális pót-selejtezőre utaztak Ausztráliába Puhl Sándorral, a mérkőzés játékvezetőjével - Hanacsek a 4. játékvezető volt. Melbourneben csaknem százezer néző várta Irán válogatottját, a tét az volt, melyik csapat jut ki utolsóként a világbajnokságra. A stadion előtt a Mosonmagyaróvárról elszármazott Horváth Gyula bácsival találkoztak, aki Motim-sapkát viselt.

## Külső hivatkozások
- Hanacsek Attila. footballzz.com. (Hozzáférés: 2015. október 11.)
- Hanacsek Attila. footballdatabase.eu. (Hozzáférés: 2015. október 11.)
- Hanacsek Attila. scoreshelf.com. [2015. szeptember 25-i dátummal az eredetiből archiválva]. (Hozzáférés: 2015. október 11.)
- Hanacsek Attila. eu-football.info. (Hozzáférés: 2015. október 11.)
- Hanacsek Attila. mljt.hu. (Hozzáférés: 2015. október 11.)
- Hanacsek Attila. focibiro.hu. (Hozzáférés: 2021. október 23.)[halott link]
- Hanacsek Attila. sportmedia.hu. [2015. december 8-i dátummal az eredetiből archiválva]. (Hozzáférés: 2015. október 11.)
- Hanacsek Attila. nela.hu. (Hozzáférés: 2015. október 11.)